# 4686 Maisica
A 4686 Maisica (ideiglenes jelöléssel 1979 SX2) a Naprendszer kisbolygóövében található aszteroida. Nyikolaj Sztyepanovics Csernih fedezte fel 1979. szeptember 22-én.